# باجر (ویسکانسین)
باجر (به انگلیسی: Badger) یک منطقهٔ مسکونی در ایالات متحده آمریکا است که در لانارک واقع شده است.